# Edoardo Chiossone
Edoardo Chiossone (21 de enero de 1833 - 11 de abril de 1898) fue un grabador y pintor italiano, destacado por su trabajo como asesor extranjero para Japón durante la Era Meiji, y por su colección de arte japonés. Diseñó los primeros billetes del banco de Japón.

## Biografía
Chiossone nació en Arenzano, Provincia de Génova, siendo hijo de un impresor. En 1847 ingresó en la Academia Lingüística, donde se especializó en grabado en cobre, y se graduó en 1885. En 1857 se incorporó al taller de Raffaele Granara e hizo varios grabados de famosas obras de arte. Uno de sus trabajos fue seleccionado para mostrarse en la Exposición Universal de París (1889).
En 1867 comenzó a trabajar en el Banco de Italia siendo después enviado a la compañía Dondorf-Naumann en Frankfurt, Alemania para practicar la fabricación de papel moneda. Durante su estancia allí, la compañía comenzó a fabricar billetes para el gobierno imperial japonés, En 1874 fue enviado a Londres para aprender nuevas técnicas de impresión. Tras esto, recibió una invitación para ir a Japón la cual aceptó.
Gran parte de sus obras se han perdido, y el resto solo han sobrevivido como reproducciones; se puede decir que todos son fieles a la obra original.

### Chiossone en Japón
Chiossone llegó a Japón el 12 de enero de 1875. La oficina de Imprenta del gobierno (Insatsu Kyoku) que era parte del Ministerio de finanzas (Okurasho) estaba bajo la dirección de Tokuno Ryosuke, que estaba ansioso por introducir nuevas técnicas y máquinas. La implementación práctica de esta política correspondió por completo al trabajo de Chiossone, que fundó compañías de impresión tales como Toppan Insatsu, instruyendo a los japoneses en técnicas de impresión, diseñando documentos oficiales, dinero en billetes y tarjetas postales, así como el arte de producir tinte y papel para impresión (con marca de agua en el), y a como hacer múltiples copias de una sola placa.
Tras cinco meses, a Chiossone le fue ofrecido un contrato de tres años con un salario mensual de 450 yen y una casa; este fue uno de los salarios más altos pagados a un extranjero, y el doble que su compatriota Antonio Fontanesi que fue contratado para enseñar Pintura al óleo, teniendo además su casa fuera de la zona de extranjeros Tsukiji (primero vivió en Kanda y después en Kōjimachi, con un séquito de sirvientes). A finales de 1875 hizo su primera obra, un grabado de un físico alemán Philipp Franz von Siebold. También diseñó la serie de tarjetas postales "koban" que fueron emitidas desde 1876 hasta 1992. Debido a que existía un tabú contra el uso de la imagen del emperador, tuvo que emplear otras imágenes como el crisantemo imperial.
Otras obras también producidas en 1876 fueron retratando a Ōkubo Toshimichi, Saigō Tsugumichi (hermano menor de Saigō Takamori, quien fue Ministro de Marina y de Interior), y de William Chapman Ralston del Banco de California. El año siguiente el emperador Meiji Tennō, acompañado de cientos de personas, incluido el Príncipe Arisugawa y Iwakura Tomomi visitaron la oficina de imprenta y el recinto de trabajo de Chiossone (destruido en el terremoto de 1923). Ese año Chiossone diseñó el primer billete japonés moderno, siendo este de un yen con la figura de Daikoku, el dios de la riqueza. Al año siguiente produjo el primer billete que contenía una figura humana, que fue la de la legendaria emperatriz consorte Jingū.
En 1879 Chiossone hizo un viaje a través de Japón acompañado de Tokuno Ryosuke para registrar rocas antiguas y monumentos; 510 fotografías fueron tomadas y Chiossone realizó 200 dibujos. Tokuno escribió en su diario, publicado diez años después, que ambos tuvieron largas conversaciones. El resultado de este viaje fueron los álbumes ilustrados producidos entre 1880 y 1883.
En 1883 Chiossone fue contratado para realizar un retrato de Saigō Takamori, quien llevaba fallecido seis años; para este propósito el combinó el aspecto del hermano menor de Saigō y un primo suyo, convirtiéndose este en el modelo de retrato estándar y el empleado para la famosa estatua de bronce en el Parque Ueno. Chiossone también hizo un retrato de Tokuno dos meses antes de morir en ese año, diseñando también su tumba.

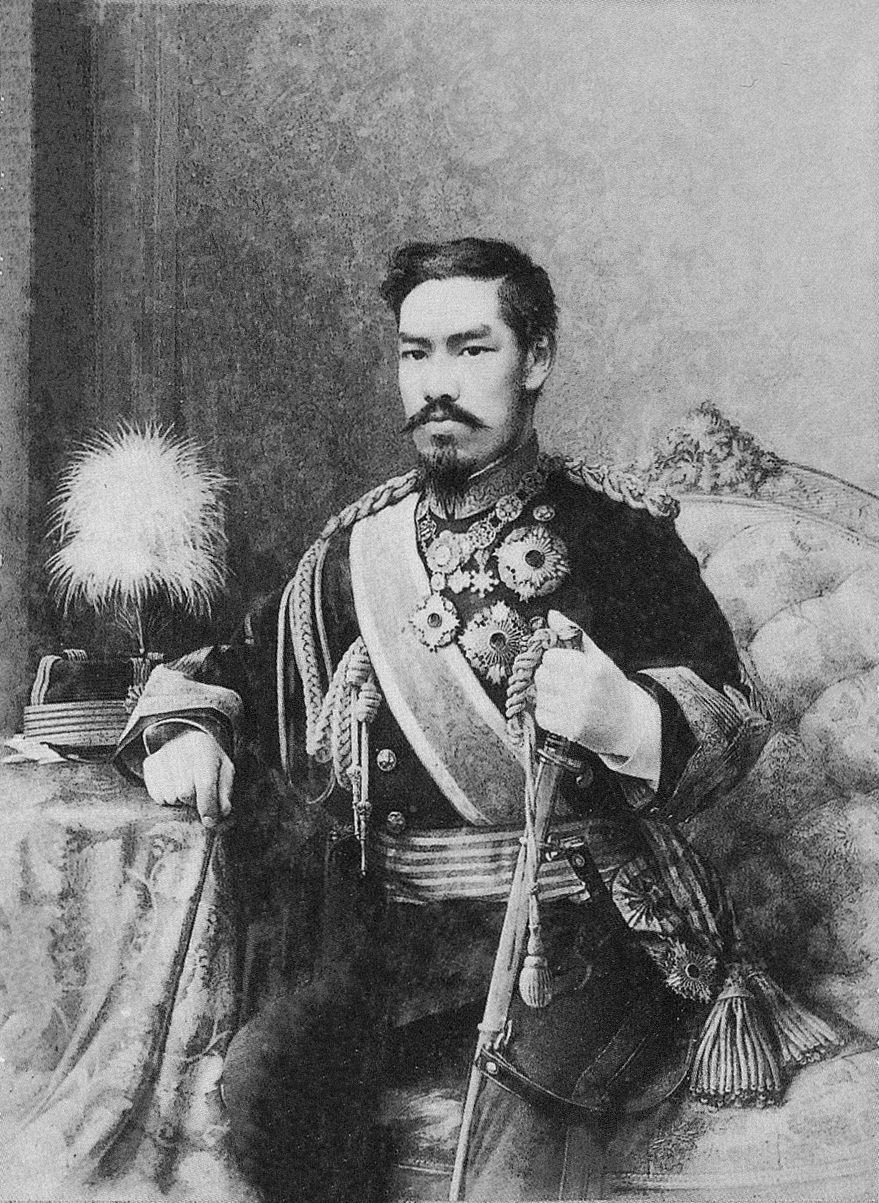
Retrato del Emperador Meiji, 1888

En 1888 recibió su mayor reconocimiento, cuando se le encargó realizar el retrato del Emperador, siendo usado como el retrato oficial del estado. El único retrato existente hasta ese momento fue una fotografía tomada diez años antes, y el Emperador se negó a ser fotografiado otra vez. Así que el gran chambelán Tokudaiji Sanemori encargó a Chiossone para retratar al Emperador en palacio tras una ventana. De todos sus retratos, hizo dos de los más fieles a la imagen del Emperador Meiji, uno con uniforme militar y otro con indumentaria de civil, convirtiéndose estas en las "fotografías" oficiales del Emperador, sirviendo de base para todas las representaciones familiares del Emperador Meiji.
Además de dedicarse a pintar retratos, que incluían también retratos de la Emperatriz, el futuro Emperador Taishō Tennō, el General Ōyama Iwao, Iwakura Tomomi y Sanjō Sanetomi, Chiossone se mantuvo constantemente ocupado en la oficina de imprenta, produciendo placas para billetes, sellos y bonos; en 1888 produjo un billete de 5‑yen con la figura de Sugawara Michizane, y, como su último trabajo antes de retirarse, un billete de 100-yen con la imagen de Fujiwara Kamatari (614‑669). En 1891 se retiró con una indemnización de 3,000 yen y una pensión anual de 1,200 yen. También le fue entregada la Orden del Tesoro Sagrado, tercera clase.

## Muerte
El 11 de abril de 1898, Chiossone murió de insuficiencia cardíaca en su casa de Kōjimachi, y fue enterrado en el Cementerio de Aoyama, donde su tumba aun puede ser visitada en la sección de extranjeros. Los periódicos publicaron largos artículos sobre el, y el Japan Weekly Mail habló de su alta reputación así como desu habilidad artística y su simpatía con los demás. 

## Legado
Chiossone fue un ávido coleccionista de arte japonés, con un rango muy amplio incluyendo nihonga, Ukiyo-e, esculturas budistas y figuras litúrgicas, objetos arqueológicos, laca, porcelana, máscaras Noh, armaduras y armas, instrumentos musicales, y ropa de hombre y mujer. Por petición suya en su testamento, su colección fue enviada a la Academia de Liguria de bellas artes en Génova tras su muerte,  que más tarde se convirtió en el Museo de Arte Japonés "Edoardo Chiossone", abierto al público por el rey Víctor Manuel III de Italia el 30 de octubre de 1905.